# كيتي ليفينغستون
كيتي ليفينغستون (بالإنجليزية: Katy Livingston)‏ هي متسابقة خماسي حديث بريطانية، ولدت في 10 يناير 1984 في Guisborough ‏ في المملكة المتحدة.

## وصلات خارجية
- كيتي ليفينغستون على موقع الاتحاد الدولي للخماسي الحديث (الإنجليزية)
- كيتي ليفينغستون على موقع أوليمبيديا (الإنجليزية)
- كيتي ليفينغستون على موقع اللجنة الأولمبية البريطانية (الإنجليزية)